# Frau von Bäckaskog

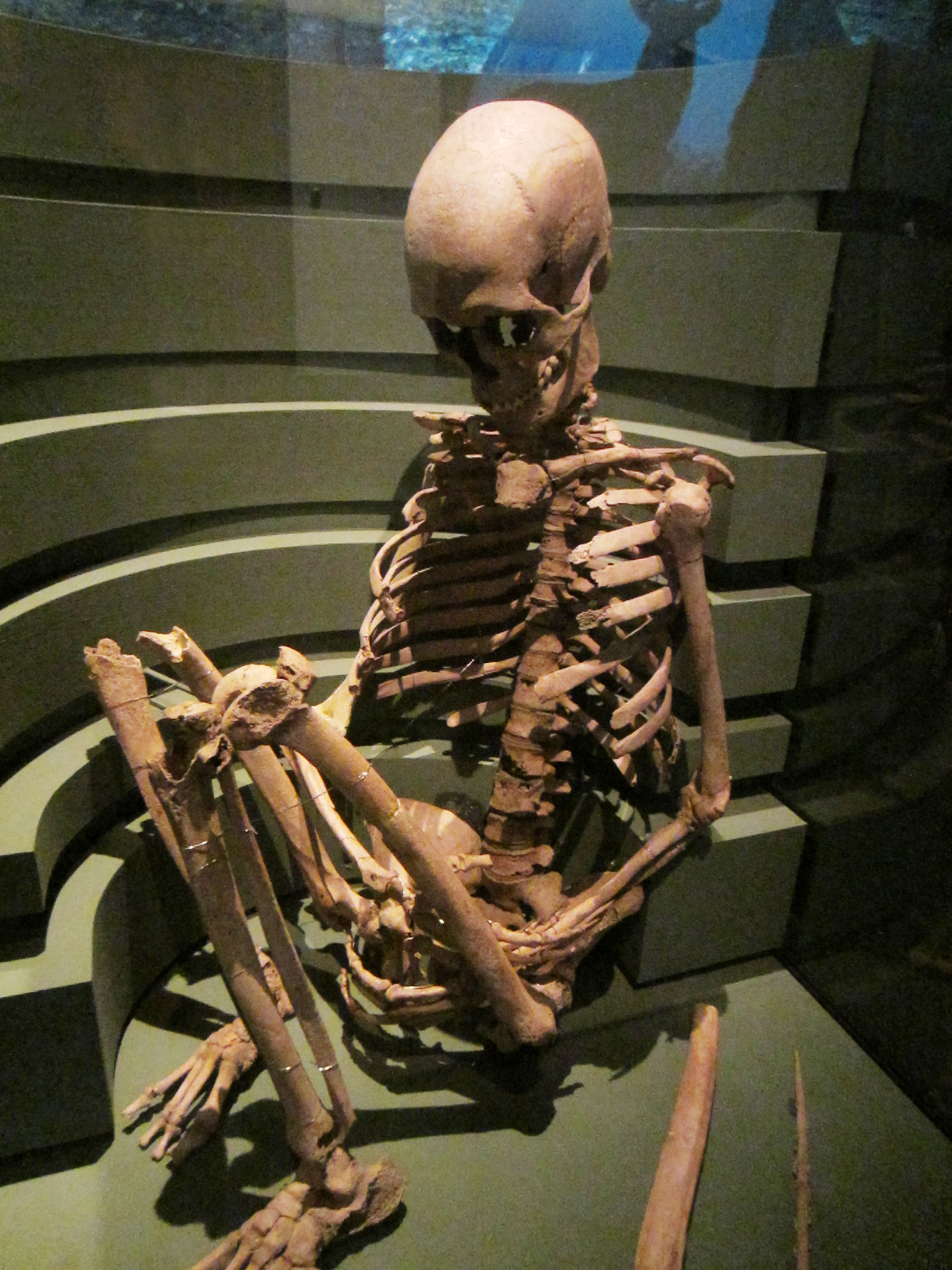
Frau von Bäckaskog im Historischen Museum Stockholm.

Die Frau von Bäckaskog (auch Frau von Barum genannt; schwedisch Bäckaskogskvinnan oder Barumskvinnan) ist ein 1939 gemachter Skelettfund einer mesolithischen Jägerin, die vor etwa 9000 Jahren, zur Zeit der Maglemose-Kultur starb.
Barum ist eine Ortschaft (småort) in der schwedischen Gemeinde Kristianstad in Schonen. Der Fund ist der älteste und einer der am besten erhaltenen Skelettfunde der Steinzeit in Schweden.
Als die in sitzender Position in einer 1,2 m tiefen ovalen Grube deponierte Frau 1939 von Folke Hansen ausgegraben wurde, fand man Werkzeuge für die Jagd und Fischerei. Die Archäologen nahmen deshalb an, dass sie das Grab eines Mannes gefunden hatten. Die 1971 erfolgte Analyse der Knochen zeigte jedoch, dass es sich um eine Frau handelt. Das deutet darauf hin, dass Frauen in der Steinzeit zur Jagd gingen, wie es offenbar durch einen gotländischen Grabfund bestätigt wird.
Die Frau war 151 cm groß, schlank gebaut und etwa 40 bis 45 Jahre alt. Ihr Skelett weist auf die Geburt einer großen Kinderzahl (10–12) hin. Durch eine Kohlenstoff-14-Datierung wurde festgestellt, dass sie zwischen 7010 und 6540 v. Chr. starb.
In Europa sind mehr als 74 von etwa 2100 Personen in einer sitzenden oder halb sitzenden Position bestattet worden. Weitere 31 Gräber können Sitzbestattungen enthalten haben. Die Bestattungen in Sitzposition hat dazu geführt, dass die in Megalithanlagen gefundenen Knochenhaufen als zusammengesunkene, sitzend bestattete Skelette angesehen wurden, da man davon ausging, dass bei der Neolithisierung des Nordens kein Bevölkerungsaustausch stattfand und sich die Bestattungsbräuche der Jäger und Sammler fortsetzten.
Das Grab befindet sich heute im Historischen Museum in Stockholm. Am Fundort steht ein Denkmal.

## Ähnliche Funde
- Das auf 3105 bis 2935 v. Chr. datierte Hallonflickan (dt. Himbeermädchen) ist ein Skelettfund der 1943 im Rogestorp Moor südlich von Falköping in Västergötland gemacht wurde. Bei der Untersuchung des Körpers wurde festgestellt, dass ihr Magen voller Himbeersamen war. Das Himbeermädchen ist nicht so gut erhalten wie die Barum-Frau.
- Ein etwa 10.200 Jahre altes Skelett ist die 1903 entdeckte „Frau von Österöd“ in Bohuslän, die 2007 datiert wurde.
- Der Mann von Koelbjerg ist die älteste Moorleiche und gleichzeitig der älteste Knochenfund Dänemarks. Sie datiert in die Maglemose-Kultur um 8000 v. Chr.